# BelTA

Logo

BelTA (amtlicher Name im Unternehmensregister: Staatliches unitares Unternehmen Belarussische Telegraphenagentur; belarussisch Беларускае Тэлеграфнае Агенцтва, russisch Белорусское Телеграфное Агентство, nichtamtlich kurz БелТА) ist die staatseigene und größte Nachrichtenagentur in Belarus und eine Propaganda-Ressource.

## Geschichte
Die Agentur wurde am 23. Dezember 1918, nach der zu Jahresanfang erfolgten deutschen Besetzung des Landes, in der neu entstandenen (nominell) unabhängigen belarussischen Republik gegründet. Bereits damals war sie amtliche Agentur und blieb es durchgehend bis heute. Seit der 1991 erklärten Unabhängigkeit von Belarus von der Sowjetunion ist sie die offizielle Agentur des neuen Staates „Republik Belarus“.

## Struktur
Die Zentrale von BelTA befindet sich in der Hauptstadt Minsk, weitere eigene Büros bzw. eigene Korrespondenten gibt es in allen Bezirken des Inlandes sowie in Moskau (Russland), Kiew (Ukraine), Chișinău (Moldawien), Warschau (Polen), Vilnius (Litauen) und Caracas (Venezuela). Außerdem ist BelTA Belieferungskooperationen mit Agenturen in Russland, der Ukraine, Moldawien, Kasachstan, Armenien und weiteren Mitgliedsländern der Gemeinschaft Unabhängiger Staaten (GUS), aber auch in der Volksrepublik China, in Malaysia, Kuba und im Iran eingegangen. Eigenen Angaben zufolge arbeitet BelTA besonders eng mit der russischen Nachrichtenagentur ITAR-TASS zusammen, ist aber formalrechtlich von dieser unabhängig.

## Aktivitäten
Tätigkeitsschwerpunkt ist die Herausgabe von täglichen, wöchentlichen und monatlichen Informationsblättern. Beliefert werden damit rund 700 Kunden weltweit, darunter rund 300 Massenmedien, davon wiederum rund 140 in Russland (Stand 2011). 
Online verbreitet BelTA täglich etwa 150 bis 200 Meldungen in Echtzeit auf Russisch, Belarussisch,
Englisch, Deutsch und Spanisch. Ab 2012 sind auch Nachrichten in arabischer und chinesischer Sprache geplant. Nach eigenen Angaben sind rund 70 % der online verbreiteten Meldungen offizielle Mitteilungen belarussischen Behörden. Seit 2011 ist BelTA auch in sozialen Netzwerken im Internet aktiv.
Über ihre Tätigkeit als Nachrichtenagentur hinaus produziert BelTA verschiedenste offizielle Druckerzeugnisse und betreut die Internetauftritte von Behörden sowie staatlichen Unternehmen und Organisationen technisch wie konzeptionell.

## EU-Sanktionen
Dem BelTA-Generaldirektor Dsmitryj Schuk wurde der Beitritt zur Europäischen Union zwischen 2011 und 2016 im Rahmen der EU-Sanktionen gegen Belarus verboten, nachdem die EU nach der Präsidentschaftswahl in Belarus 2010 ein Vorgehen gegen Proteste der Opposition beschrieben hatte. Nach der Entscheidung des EU-Rates über restriktive Maßnahmen gegen Belarus nach den 2010 Wahlen ist Dsmitryj Schuk für die „Weitergabe staatlicher Propaganda in den Medien verantwortlich, die die Unterdrückung der demokratischen Opposition und der Zivilgesellschaft am 19. Dezember 2010 mit gefälschten Informationen unterstützt und gerechtfertigt“.
Die BelTA-Generaldirektorin Irina Akulovich wurde im Sommer 2024 von EU- und Schweizer Sanktionen betroffen.

## Behauptungen
Das Unternehmen lieferte fast immer unbestätigte und unzuverlässige „pro Regierung“-Informationen.